# مول، هند
مول (به انگلیسی: Mul) یک منطقهٔ مسکونی در هند است که در بخش چاندراپور واقع شده‌است. مول ۲۲٬۳۰۰ نفر جمعیت دارد و ۱۹۸ متر بالاتر از سطح دریا واقع شده‌است.